# Податок на вікна
Пода́ток на ві́кна — один із податків середньовічної Голландії.
Цей податок призвів до створення специфічної архітектури: стягувався він з вікон. Якщо будинок мав три вікна — податок був помірним, а з будинків на чотири або п'ять вікон податок стягувався в подвійному, а то й потрійному розмірі. Через це старовинні будинки — це вузькі приміщення. Наприклад, в Амстердамі є будинок, ширина якого всього 1,34 метра. Аналогічна система оподаткування діяла у Польщі, що сьогодні проглядається у забудові площі Ринок Львова.